# Juana de Artois, Condesa de Foix
Juana de Artois, condesa de Foix, vizcondesa de Bearne (en francés: Jeanne d'Artois, 1289-después del 24 de marzo de 1350), era una noble francesa y la esposa de Gastón I de Foix, conde de Foix, vizconde de Bearne. De 1331 a 1347 fue encarcelada por su hijo mayor acusada de conducta escandalosa, disolución y despilfarro. Joan era bisnieta del rey Enrique III de Inglaterra y Leonor de Provenza.

## Familia
Juana nació en 1289 en Conches, Francia, era la segunda hija de Felipe de Artois y Blanca de Bretaña. Sus abuelos paternos eran Roberto II de Artois y Amicie de Courtenay, y sus abuelos maternos eran Juan II de Bretaña y Beatriz de Inglaterra, hija del rey Enrique III de Inglaterra y Leonor de Provenza. Juana tenía dos hermanos, Roberto III de Artois, y Othon de Artois; Y cuatro hermanas, Margarita, Isabelle, Marie, y Catalina, condesa de Aumale.
En 1298, cuando Juana tenía nueve años, su padre murió de las heridas que había recibido en la batalla de Furnes en la cual había luchado un año antes.
La tía de Juana era Matilde de Artois con quien su hermano Roberto litigaría para obtener la posesión del Condado de Artois que Matilde había heredado suo jure siendo desafiada por Roberto que creía que el título y las fincas le pertenecían legítimamente después de la muerte de su abuelo Robert II en 1302 en la Batalla de Courtrai. Sin embargo, los derechos de Matilde como condesa suo jure de Artois fueron sostenidos por el rey Felipe IV, y después de su muerte en 1329, el título pasó a su hija, Juana II, condesa palatina de Borgoña y reina consorte del rey Felipe V de Francia.

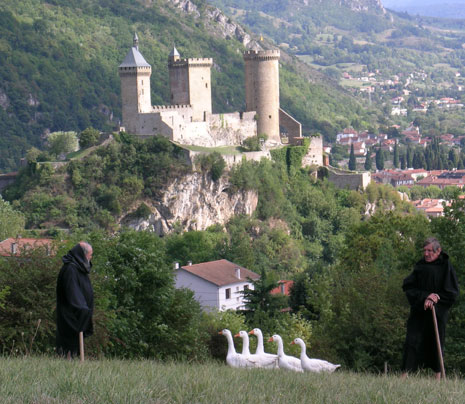
El Castillo de Foix donde Juana de Artois fue encarcelada en 1331

## Matrimonio e hijos
Las cartas del rey Felipe IV, fechadas el 7 de abril de 1299, relatan los acuerdos privados entre el rey y Roger Bernardo III, conde de Foix, relativos a la propuesta de  matrimonio de Juana (que tenía entonces diez años) con el hijo mayor del Conde, Gastón (nacido en 1287).  En octubre de 1301 en Senlis, el contrato de matrimonio se firmó y Juana se casó posteriormente con Gastón de Foix. Cinco meses más tarde, el 3 de marzo de 1302, a la muerte de su padre, Gastón se convirtió en conde de Foix y vizconde de Bearne; Su madre Margarita de Bearne actuó como su regente hasta que alcanzó la mayoría de edad.
Gastón y Joan juntos tuvieron seis hijos:
- Gastón II de Foix, Conde de Foix, Vizconde de Bearne (1308-26 de septiembre de 1343), casado en 1327 con Leonor de Comminges (murió después del 16 de mayo de 1365), hija de Bernardo VII, Conde de Comminges y Laura de Montfort, de quien tuvo un hijo, Gastón III, conde de Foix, vizconde de Bearne; también tuvo varios hijos ilegítimos de su amante favorita Marie de Sans de Roncevalles, así como de otras mujeres cuyos nombres no están registrados.
- Roger Bernardo IV de Foix (1310 - después del 24 de marzo de 1350), se casó con Constanza de Luna (1310 - enero 1353), hija de Artal de Luna y Constanza Pérez de Aragón, de quien tuvo tres hijos.
- Roberto de Foix, Obispo de Lavaur
- Margarita de Foix
- Blanca de Foix, se casó en 1328 con Jean de Grailly, vizconde de Castillon, Captal de Buch, de quien tuvo dos hijos, entre ellos Juan III de Grailly, Captal de Buch.
- Juana de Foix (murió en 1358), casada con el Infante Pedro de Aragón, Conde de Ribagorza, Ampurias y Prades, hijo de Jaime II de Aragón y esposa de Blanca de Anjou, de quien tuvo tres hijos, entre ellos Leonor de Aragón y Foix, Reina de Chipre, Reina titular de Jerusalén.

## Prisión
La poderosa influencia de Joan sobre su marido Gastón creó un conflicto permanente tanto con la nobleza local como con la administración, que en 1317 solicitó al Parlamento que le quitara la custodia de sus hijos, acusándola de conducta escandalosa, disolución y despilfarro. Una carta de 1317 le impidió legalmente tener la tutela de sus hijos. El marido de Joan había muerto por enfermedad dos años antes el 13 de diciembre de 1315 en Pontoise. A pesar de un compromiso firmado en 1325 en Beaugency, las amargas disputas se hacían más frecuentes entre Juana y su hijo mayor Gastón, que había sucedido a su padre como Conde de Foix. En 1331, el rey Felipe VI autorizó a Gastón a encarcelar a Juana en el castillo de Foix. Más tarde se trasladó a Orthez, y más tarde a Lourdes; Finalmente en 1347, su tercer hijo, el Obispo de Lavaur consiguió su liberación de la prisión y ella se retiró a Carbonne. El historiador francés Jules Michelet sugirió un vínculo entre el encarcelamiento de Juana en 1331 y el hecho de que su hermano Roberto estaba en ese momento siendo acusado por falsificación y practicar brujería contra la vida del rey Felipe VI.
Juana murió en una fecha desconocida en algún momento después del 24 de marzo de 1350.

## Ancestros
|  |                                   |  |  |  |  |  |  |  |  |  |  |  |  |  |  |  |
|  | 16. Luis VIII de Francia          |  |  |  |  |  |  |  |  |  |  |  |  |  |  |  |
|  |                                   |  |  |  |  |  |  |  |  |  |  |  |  |  |  |  |
|  |                                   |  |  |  |  |  |  |  |  |  |  |  |  |  |  |  |
|  | 8. Roberto I de Artois            |  |  |  |  |  |  |  |  |  |  |  |  |  |  |  |
|  |                                   |  |  |  |  |  |  |  |  |  |  |  |  |  |  |  |
|  |                                   |  |  |  |  |  |  |  |  |  |  |  |  |  |  |  |
|  | 17. Blanca de Castilla            |  |  |  |  |  |  |  |  |  |  |  |  |  |  |  |
|  |                                   |  |  |  |  |  |  |  |  |  |  |  |  |  |  |  |
|  |                                   |  |  |  |  |  |  |  |  |  |  |  |  |  |  |  |
|  | 4. Roberto II de Artois           |  |  |  |  |  |  |  |  |  |  |  |  |  |  |  |
|  |                                   |  |  |  |  |  |  |  |  |  |  |  |  |  |  |  |
|  |                                   |  |  |  |  |  |  |  |  |  |  |  |  |  |  |  |
|  | 18. Enrique II de Brabante        |  |  |  |  |  |  |  |  |  |  |  |  |  |  |  |
|  |                                   |  |  |  |  |  |  |  |  |  |  |  |  |  |  |  |
|  |                                   |  |  |  |  |  |  |  |  |  |  |  |  |  |  |  |
|  | 9. Matilde de Brabante            |  |  |  |  |  |  |  |  |  |  |  |  |  |  |  |
|  |                                   |  |  |  |  |  |  |  |  |  |  |  |  |  |  |  |
|  |                                   |  |  |  |  |  |  |  |  |  |  |  |  |  |  |  |
|  | 19. María de Suabia               |  |  |  |  |  |  |  |  |  |  |  |  |  |  |  |
|  |                                   |  |  |  |  |  |  |  |  |  |  |  |  |  |  |  |
|  |                                   |  |  |  |  |  |  |  |  |  |  |  |  |  |  |  |
|  | 2. Felipe de Artois               |  |  |  |  |  |  |  |  |  |  |  |  |  |  |  |
|  |                                   |  |  |  |  |  |  |  |  |  |  |  |  |  |  |  |
|  |                                   |  |  |  |  |  |  |  |  |  |  |  |  |  |  |  |
|  | 20. Roberto de Courtenay          |  |  |  |  |  |  |  |  |  |  |  |  |  |  |  |
|  |                                   |  |  |  |  |  |  |  |  |  |  |  |  |  |  |  |
|  |                                   |  |  |  |  |  |  |  |  |  |  |  |  |  |  |  |
|  | 10. Pedro de Courtenay            |  |  |  |  |  |  |  |  |  |  |  |  |  |  |  |
|  |                                   |  |  |  |  |  |  |  |  |  |  |  |  |  |  |  |
|  |                                   |  |  |  |  |  |  |  |  |  |  |  |  |  |  |  |
|  | 21. Matilde de Mehun              |  |  |  |  |  |  |  |  |  |  |  |  |  |  |  |
|  |                                   |  |  |  |  |  |  |  |  |  |  |  |  |  |  |  |
|  |                                   |  |  |  |  |  |  |  |  |  |  |  |  |  |  |  |
|  | 5. Amicie de Courtenay            |  |  |  |  |  |  |  |  |  |  |  |  |  |  |  |
|  |                                   |  |  |  |  |  |  |  |  |  |  |  |  |  |  |  |
|  |                                   |  |  |  |  |  |  |  |  |  |  |  |  |  |  |  |
|  | 22. Gaucher de Joigny             |  |  |  |  |  |  |  |  |  |  |  |  |  |  |  |
|  |                                   |  |  |  |  |  |  |  |  |  |  |  |  |  |  |  |
|  |                                   |  |  |  |  |  |  |  |  |  |  |  |  |  |  |  |
|  | 11. Pétronille de Joigny          |  |  |  |  |  |  |  |  |  |  |  |  |  |  |  |
|  |                                   |  |  |  |  |  |  |  |  |  |  |  |  |  |  |  |
|  |                                   |  |  |  |  |  |  |  |  |  |  |  |  |  |  |  |
|  | 23. Amicie de Montfort            |  |  |  |  |  |  |  |  |  |  |  |  |  |  |  |
|  |                                   |  |  |  |  |  |  |  |  |  |  |  |  |  |  |  |
|  |                                   |  |  |  |  |  |  |  |  |  |  |  |  |  |  |  |
|  | 1. Juana de Artois                |  |  |  |  |  |  |  |  |  |  |  |  |  |  |  |
|  |                                   |  |  |  |  |  |  |  |  |  |  |  |  |  |  |  |
|  |                                   |  |  |  |  |  |  |  |  |  |  |  |  |  |  |  |
|  | 24. Pedro I de Bretaña            |  |  |  |  |  |  |  |  |  |  |  |  |  |  |  |
|  |                                   |  |  |  |  |  |  |  |  |  |  |  |  |  |  |  |
|  |                                   |  |  |  |  |  |  |  |  |  |  |  |  |  |  |  |
|  | 12. Juan I de Bretaña             |  |  |  |  |  |  |  |  |  |  |  |  |  |  |  |
|  |                                   |  |  |  |  |  |  |  |  |  |  |  |  |  |  |  |
|  |                                   |  |  |  |  |  |  |  |  |  |  |  |  |  |  |  |
|  | 25. Alix de Thouars               |  |  |  |  |  |  |  |  |  |  |  |  |  |  |  |
|  |                                   |  |  |  |  |  |  |  |  |  |  |  |  |  |  |  |
|  |                                   |  |  |  |  |  |  |  |  |  |  |  |  |  |  |  |
|  | 6. Juan II de Bretaña             |  |  |  |  |  |  |  |  |  |  |  |  |  |  |  |
|  |                                   |  |  |  |  |  |  |  |  |  |  |  |  |  |  |  |
|  |                                   |  |  |  |  |  |  |  |  |  |  |  |  |  |  |  |
|  | 26. Teobaldo I de Navarra         |  |  |  |  |  |  |  |  |  |  |  |  |  |  |  |
|  |                                   |  |  |  |  |  |  |  |  |  |  |  |  |  |  |  |
|  |                                   |  |  |  |  |  |  |  |  |  |  |  |  |  |  |  |
|  | 13. Blanca de Champaña            |  |  |  |  |  |  |  |  |  |  |  |  |  |  |  |
|  |                                   |  |  |  |  |  |  |  |  |  |  |  |  |  |  |  |
|  |                                   |  |  |  |  |  |  |  |  |  |  |  |  |  |  |  |
|  | 27. Inés de Beaujeu               |  |  |  |  |  |  |  |  |  |  |  |  |  |  |  |
|  |                                   |  |  |  |  |  |  |  |  |  |  |  |  |  |  |  |
|  |                                   |  |  |  |  |  |  |  |  |  |  |  |  |  |  |  |
|  | 3. Blanca de Bretaña              |  |  |  |  |  |  |  |  |  |  |  |  |  |  |  |
|  |                                   |  |  |  |  |  |  |  |  |  |  |  |  |  |  |  |
|  |                                   |  |  |  |  |  |  |  |  |  |  |  |  |  |  |  |
|  | 28. Juan de Inglaterra            |  |  |  |  |  |  |  |  |  |  |  |  |  |  |  |
|  |                                   |  |  |  |  |  |  |  |  |  |  |  |  |  |  |  |
|  |                                   |  |  |  |  |  |  |  |  |  |  |  |  |  |  |  |
|  | 14. Enrique III de Inglaterra     |  |  |  |  |  |  |  |  |  |  |  |  |  |  |  |
|  |                                   |  |  |  |  |  |  |  |  |  |  |  |  |  |  |  |
|  |                                   |  |  |  |  |  |  |  |  |  |  |  |  |  |  |  |
|  | 29. Isabel de Angulema            |  |  |  |  |  |  |  |  |  |  |  |  |  |  |  |
|  |                                   |  |  |  |  |  |  |  |  |  |  |  |  |  |  |  |
|  |                                   |  |  |  |  |  |  |  |  |  |  |  |  |  |  |  |
|  | 7. Beatriz de Inglaterra          |  |  |  |  |  |  |  |  |  |  |  |  |  |  |  |
|  |                                   |  |  |  |  |  |  |  |  |  |  |  |  |  |  |  |
|  |                                   |  |  |  |  |  |  |  |  |  |  |  |  |  |  |  |
|  | 30. Ramón Berenguer V de Provenza |  |  |  |  |  |  |  |  |  |  |  |  |  |  |  |
|  |                                   |  |  |  |  |  |  |  |  |  |  |  |  |  |  |  |
|  |                                   |  |  |  |  |  |  |  |  |  |  |  |  |  |  |  |
|  | 15. Leonor de Provenza            |  |  |  |  |  |  |  |  |  |  |  |  |  |  |  |
|  |                                   |  |  |  |  |  |  |  |  |  |  |  |  |  |  |  |
|  |                                   |  |  |  |  |  |  |  |  |  |  |  |  |  |  |  |
|  | 31. Beatriz de Saboya             |  |  |  |  |  |  |  |  |  |  |  |  |  |  |  |
|  |                                   |  |  |  |  |  |  |  |  |  |  |  |  |  |  |  |
|  |                                   |  |  |  |  |  |  |  |  |  |  |  |  |  |  |  |